# نظریه تصویری زبان
نظریه تصویری زبان (آلمانی: Bilder) که به نظریه تصویری معنا نیز شناخته می‌شود، یک نظریه مرجع زبانی و معناست که توسط لودویگ ویتگنشتاین در رساله منطقی- فلسفی بیان شده‌است. ویتگنشتاین اشاره کرد که یک گزارهٔ معنادار تصویری از وضعیت امور یا واقعیت اتمی نشان می‌دهد.ویتگنشتاین مفهوم تصاویر منطقی (آلمانی: Bilder) را با تصاویر فضایی مقایسه کرد. نظریه تصویری زبان نظریه مطابقت با حقیقت تلقی می‌شود
ویتگنشتاین ادعا می‌کند بین آنچه که قابل بیان به زبان است و آنچه فقط به صورت غیر کلامی قابل بیان است شکافی پرناشدنی وجود دارد. نظریه تصویر زبانی بیان می‌کند که گزاره‌ها در صورتی معنی دار هستند که بتوان آنها را در دنیای واقعی تعریف یا تصویر کرد. ویتگنشتاین بعدها در بخش اول پژوهش‌های فلسفی نظریه مبتنی بر تصویر اولیه اش را با یک نظریه کاربردی معنا رد و جایگزین کرد. با این حال، بخش دوم پژوهش‌های فلسفی با محوریت روانشناسی از این مفهوم به عنوان استعاره ای برای روانشناسی انسان استفاده می‌کند.
بر اساس نظریه تصویری، کارکرد زبان صرفاً تصویرگری واقعیت است. با شناخت حقیقت زبان می‌توانیم حقیقت جهان را دریابیم. در واقع، این نظریه نماینده یک دیدگاه مدرن دربارهٔ زبان است. در مقابل، طبق نظریه بازی‌های زبانی، زبان پدیده ای چندبعدی از بازی‌های زبانی- کارکردهای زبانی متفاوت است.